# مرونة مناخية

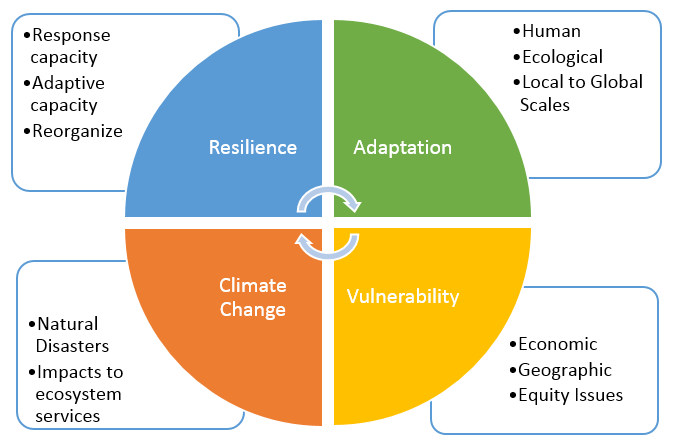
رسم بياني يوضح الترابط بين تغير المناخ ، والقدرة على التكيف ، والضعف ، والمرونة ؛ لمقاومة المناخ

يمكن أن تُعرَّف المرونة المناخية عمومًا بأنها قدرة النظام الاجتماعي البيئي على: 1- امتصاص الضغوطات والمحافظة على الوظيفة في وجه الضغوطات الخارجية المفروضة بسبب التغير المناخي و2- التأقلم وإعادة التنظيم والتحول إلى أشكال مرغوبة أكثر تحسّن استدامة النظام ما يجعل الاستعداد أفضل من أجل التأُثيرات المستقبلية للتغير المناخي.
مع زيادة وعي الهيئات الوطنية والدولية بتأثيرات التغير المناخي، أصبح بناء مرونة مناخية هدفًا رئيسيًا لهذه الهيئات. يكون التركيز الأساسي للجهود المبذولة في سبيل تحقيق المرونة المناخية على مواجهة الحساسية الموجودة لدى المجتمعات والولايات والدول فيما يخص النتائج العديدة للتغير المناخي. في الوقت الحالي، تشمل الجهود المبذولة في سبيل تحقيق المرونة المناخية استراتيجيات اجتماعية واقتصادية وتقنية وسياسية يجري تطبيقها على كل مستويات المجتمع. ابتداء من الإجراءات المُتخَذة على مستوى المجتمع المحلي وحتى المعاهدات العالمية، أصبح موضوع المرونة المناخية يمثل أولوية، رغم وجود جدل بأن الكثير من الأمور النظرية لم تدخل حيز التنفيذ بعد. رغم ذلك، هناك قوة وحركة متزايدة باستمرار تغذيها الهيئات المحلية والدولية مُسخّرة نحو بناء وتحسين المرونة المناخية.

## نظرة عامة

### تعريف المرونة المناخية
هناك جدل كبير حول تعريف المرونة المناخية وذلك من ناحية المفهوم والناحية العملية. تتضمن القضايا الأساسية: كيف تشير المرونة إلى التأقلم مع التغير المناخي، وإلى أي حد يجب أن تشمل المقاربات المبنية على الفاعل مقابل المقاربات المبنية على الأنظمة وذلك من أجل تحسين الاستقرار، وعلاقتها مع نظرية توازن الطبيعة أو فكرة الاتزان الاستتبابي للأنظمة البيئية.
في الوقت الحالي، يركز معظم العمل المتعلق بالمرونة المناخية على الإجراءات المُتخَذة للحفاظ على الأنظمة والبنى الموجودة. يشير ذلك بقوة إلى قدرة الأنظمة الاجتماعية البيئية على تحمل الصدمات والحفاظ على سلامة العلاقات الوظيفية في وجه القوى الخارجية. على أي حال، هناك إجماع متزايد في الأدب الأكاديمي على أن الإجراءات المتخذة لتحريض حدوث تغييرات بنيوية يجب أن تكون مشتملة ضمن تعريف المرونة المناخية (مثل التأقلم والتحول). يشمل ذلك قدرة الأنظمة الاجتماعية البيئية على التجديد والتطور، واستخدام الاضطرابات كفرص من أجل إبداع وتطوير سبل جديدة تحسن قدرة النظام على التأقلم مع التغييرات الكبيرة.

### المرونة المناخية مقابل التأقلم المناخي
إن حقيقة أن المرونة المناخية تشمل وظيفة مزدوجة –امتصاص الصدمات بالإضافة إلى التجديد الذاتي- هي الوسيلة الأساسية التي يمكن من خلالها تفريق المرونة عن مفهوم التأقلم المناخي. بشكل عام، يُنظَر للتأقلم بأنه مجموعة من العمليات والإجراءات التي تساعد النظام على امتصاص التغييرات التي قد حدثت مسبقًا، أو المتوقع أن تحدث في المستقبل. من أجل قضية التغير البيئي والتغير المناخي تحديدًا، يجادل الكثير من الناس أن التأقلم يجب أن يُعرَّف بدقة بأنه اشتمال عمليات وإجراءات اتخاذ القرار فقط، بكلمات أخرى، التغييرات المتعمدة التي أُجريت استجابة للتغير المناخي. بالطبع، إن هذا الوصف محط جدل كبير: ففي النهاية، يمكن أن يُستخدَم التأقلم أيضًا لوصف عمليات طبيعية لا إرادية تتطور من خلالها الكائنات الحية والسكان والأنظمة البيئية وربما الأنظمة الاجتماعية البيئية بعد تطبيق ضغوطات خارجية معينة. على أي حال، من أجل تمييز التأقلم المناخي عن المرونة المناخية من وجهة نظر صانعي القرار السياسي، يمكن مقارنة فكرة التأقلم الفعّال المُركَّز على الفاعل مع المرونة والتي ستكون مقاربة معتمدة على الأجهزة بشكل أكبر من أجل بناء شبكات اجتماعية بيئية تكون قادرة بطبيعتها ليس فقط على امتصاص التغيير بل استعمال هذه التغييرات لتتطور إلى أشكال أكثر كفاءة.

### العلاقات المتبادلة بين المرونة المناخية، والتغير المناخي، والقدرة على التأقلم، والحساسية
لا يكتمل الحوار حول المحافظة على المرونة المناخية دون دمج مفاهيم التأقلم، والحساسية، والتغير المناخي. إن كان تعريف المرونة بأنها القدرة على التعافي من حدث سلبي –في هذه الحالة التغير المناخي- سيكون بذلك الحديث عن تحضيرات مسبقة واستراتيجيات للتعافي (أو ما يدعى بالتأقلمات)، بالإضافة إلى السكان الذين يكونون أقل قدرة على تطوير وتطبيق إستراتيجية مرونة (أو ما يدعى بالسكان الحساسون) بالغ الأهمية. يوضع ذلك ضمن التأثيرات السلبية المحتملة للتغير المناخي على الأنظمة البيئية وخدمات الأنظمة البيئية.

### نظرة تاريخية عن المرونة المناخية
إن المرونة المناخية هي مفهوم جديد نسبيًا لا يزال في عملية تأسيسه من قبل البيئة الأكاديمية ومؤسسات صناعة القرار السياسي. على أي حال، إن القاعدة النظرية للكثير من الأفكار المتعلقة بالمرونة المناخية كانت موجودة فعليًا منذ ستينيات القرن العشرين. كانت المرونة أصلًا عبارة عن فكرة عُرّفت من أجل الأنظمة البيئية، لخصها بصورة مبدئية سي. إس. هولينغ بأنها قدرة الأنظمة البيئية والعلاقات بين هذه الأنظمة على المواصلة وامتصاص التغيرات إلى «متغيرات ثابتة، ومتغيرات متحركة، وبارامترات». ساعد هذا التعريف على تشكيل أساس فكرة الاتزان البيئي: فكرة أن سلوك الأنظمة البيئية الطبيعية تسيطر عليه حركة استتبابية نحو بعض نقاط الضبط الثابتة. في ظل مدرسة الأفكار هذه (والتي حافظت على حالة سائدة خلال هذه الفترة الزمنية)، كان يُعتقَد أن الأنظمة البيئية تستجيب للاضطرابات بصورة أساسية من خلال أنظمة تغذية راجعة سلبية –إن كان هناك تغيير-، سيتصرف النظام البيئي ليقلل من هذا التغير بقدر الإمكان ويحاول العودة إلى حالته الأولية. على أي حال، بدأت فكرة المرونة المناخية بالتطور بصورة سريعة نسبيًا في السنوات التالية.
أجريت أعداد أكبر من الأبحاث العلمية حول التأقلم البيئي وإدارة المورد الطبيعي، وأصبح من الجلي أنه في معظم الأوقات، كانت الأنظمة الطبيعية تخضع للتصرفات الديناميكية العابرة التي غيرت من كيفية تفاعلها مع التغييرات الهامة في المتغيرات الثابتة بدلًا من العمل مجددًا للعودة إلى حالة الاتزان المُقرَّرة مسبقًا، كان التغيير الممتص مُسخَّرًا ليؤسس مستوى قاعديًا جديدًا يعمل ضمنه. عوضًا عن تقليل التغييرات المفروضة، يمكن للأنظمة البيئية أن تدمج وتدير هذه التغييرات، وتستخدمهم كوقود لتطوير صفات جديدة. بدأت هذه الرؤية الجديدة للمرونة المناخية كمفهوم يعمل في الأساس بصورة متآزرة مع عناصر الارتياب والإنتروبيا للمرة الأولى من أجل تسهيل التغييرات في مجال الإدارة التأقلمية والموارد البيئية، من خلال عمل بنى أساساته هولينغ وزملائه. بحلول منتصف سبعينيات القرن العشرين، بدأت المرونة بكسب زخم كفكرة في علم الإنسان (الأنثروبولوجيا)، ونظرية الثقافة، والعلوم الاجتماعية الأخرى. ومن المقنع أيضًا حقيقة أنه كان هناك عمل مهم في هذه المجالات غير التقليدية نسبيًا والتي ساعدت على تسهيل تطور فكرة المرونة بشكل كامل. يعود تحرك المرونة بعيدًا بشكل جزئي من رأي يركز على الاتزان نحو وصف أكثر مرونة وطواعية للأنظمة الاجتماعية البيئية إلى عمل مثل ذلك الذي قام به أندرو فايدا وبوني مكاني في مجال علم الإنسان الاجتماعي حيث وُظِّفت نسخ أكثر عصرية من المرونة لتحدي النماذج التقليدية للديناميكيات الثقافية.
أخيرًا بحلول نهاية ثمانينيات وبداية تسعينيات القرن العشرين، تغيرت المرونة بصورة جوهرية كإطار نظري. لم تكن المرونة في هذا الوقت قابلة للتطبيق على الأنظمة البيئية فقط بل الأهم من ذلك أنها قد دمجت وشددت على أفكار الإدارة والدمج واستخدام التغيير عوضًا عن وصف التفاعل مع التغيير ببساطة. لم تعد المرونة مركزة في ذلك الوقت على امتصاص الصدمات بل على تسخير التغييرات التي تحرضها الضغوطات الخارجية لتحفيز تطور الأنظمة الاجتماعية البيئية المدروسة.